# Caledonia County
Caledonia County är ett county i delstaten Vermont, USA. Det är ett av fjorton countyn i staten. Den administrativa huvudorten (county seat) är St. Johnsbury. År 2010 hade countyt 31 227 invånare.
Countyt fick det latinska namnet för Skottland för att hedra de många invånarna som sade sig ha skotskt bakgrund.

## Geografi
Enligt United States Census Bureau har countyt en total area på 1 703 km². 1 685 km² av den arean är land och 18 km² är vatten.

### Angränsande countyn
- Orleans County, Vermont - nord
- Essex County, Vermont - nordöst
- Grafton County, New Hampshire - syd
- Washington County, Vermont - sydväst
- Orange County, Vermont - sydväst
- Lamoille County, Vermont - väst